# Světový pohár ve vodním slalomu 2025
Světový pohár ve vodním slalomu 2025 je série pěti závodů konaná v období od června do září 2025. První závod se uskutečnil ve španělském La Seu, finále se bude konat v německém Augsburgu. Součástí ročníku je i závod na kanálu v Praze-Troji od 26. do 29. června.
Nejvyšší soutěží tohoto ročníku bude mistrovství světa, které se uskuteční 1.–6. října na Penrith Whitewater Stadium v Sydney v Austrálii (na kanále, kde v roce 2000 probíhaly Olympijské hry). To se však nebude do pořadí světového poháru započítávat. 

## Kalendář
| Č. podniku | Místo    | Termín         |
| ---------- | -------- | -------------- |
| 1          | La Seu   | 5.–8. června   |
| 2          | Pau      | 12.–15. června |
| 3          | Praha    | 26.–29. června |
| 4          | Tacen    | 28.–21. srpna  |
| Finále (5) | Augsburg | 4.–7. září     |

## Průběžné pořadí
Stav k 15. červnu:

### Kanoe – C1
| Muži   | Muži              | Muži |
| Pořadí | Jméno             | Body |
| ------ | ----------------- | ---- |
| 1.     | Yohann Senechault | 101  |
| 2.     | Luka Božič        | 90   |
| 3.     | Miquel Trave      | 88   |
| 11.    | Jiří Prskavec     | 69   |
| 20.    | Vojtěch Heger     | 40   |
| 28.    | Adam Král         | 29   |

| Ženy   | Ženy             | Ženy |
| Pořadí | Jméno            | Body |
| ------ | ---------------- | ---- |
| 1.     | Jessica Foxová   | 120  |
| 2.     | Miren Lazkanová  | 99   |
| 3.     | Martina Satková  | 90   |
| 15.    | Gabriela Satková | 55   |
| 19.    | Tereza Kneblová  | 46   |
| 18.    | Adriana Morenová | 43   |

### Kajak – K1
| Muži   | Muži             | Muži |
| Pořadí | Jméno            | Body |
| ------ | ---------------- | ---- |
| 1.     | Anatole Delassus | 110  |
| 2.     | Titouan Castryck | 106  |
| 3.     | Lucien Delfour   | 100  |
| 4.     | Jakub Krejčí     | 88   |
| 13.    | Jan Bárta        | 53   |
| 36.    | Jiří Prskavec    | 33   |

| Ženy   | Ženy              | Ženy |
| Pořadí | Jméno             | Body |
| ------ | ----------------- | ---- |
| 1.     | Ricarda Funková   | 106  |
| 2.     | Kate Eckhardtová  | 88   |
| 3.     | Soňa Stanovská    | 83   |
| 20.    | Antonie Galušková | 38   |
| 25.    | Lucie Nesnídalová | 32   |
| 27.    | Klára Mrázková    | 25   |
| 29.    | Gabriela Satková  | 24   |
| 53.    | Kateřina Beková   | 2    |

### Kajak kros – X1
| Muži   | Muži            | Muži |
| Pořadí | Jméno           | Body |
| ------ | --------------- | ---- |
| 1.     | Jan Rohrer      | 80   |
| 2.     | David Llorente  | 80   |
| 3.     | Benjamin Renia  | 65   |
| 7.     | Matyáš Novák    | 59   |
| 14.    | Martin Rudorfer | 27   |
| 23.    | Jakub Krejčí    | 15   |

| Ženy   | Ženy              | Ženy |
| Pořadí | Jméno             | Body |
| ------ | ----------------- | ---- |
| 1.     | Jessica Foxová    | 75   |
| 2.     | Tereza Kneblová   | 70   |
| 3.     | Angèle Hugová     | 69   |
| 11.    | Olga Samková      | 47   |
| 39.    | Amálie Hilgertová | 4    |
| 47.    | Lucie Nesnídalová | 2    |

### Kajak kros individuál – X1-I
| Muži   | Muži            | Muži |
| Pořadí | Jméno           | Body |
| ------ | --------------- | ---- |
| 1.     | Sam Leaver      | 80   |
| 2.     | Jan Rohrer      | 80   |
| 3.     | Matyáš Novák    | 65   |
| 4.     | Jakub Krejčí    | 59   |
| 39.    | Martin Rudorfer | 9    |

| Ženy   | Ženy              | Ženy |
| Pořadí | Jméno             | Body |
| ------ | ----------------- | ---- |
| 1.     | Camille Prigent   | 115  |
| 2.     | Miren Lazkanová   | 94   |
| 3.     | Jessica Foxová    | 94   |
| 10.    | Tereza Kneblová   | 67   |
| 24.    | Amálie Hilgertová | 32   |
| 25.    | Olga Samková      | 32   |
| 47.    | Lucie Nesnídalová | 2    |